# Glaphyra (geslacht)
Glaphyra is een kevergeslacht uit de familie van de boktorren (Cerambycidae). De wetenschappelijke naam van het geslacht werd voor het eerst geldig gepubliceerd in 1840 door Newman.

## Soorten
Glaphyra omvat de volgende soorten:
- Glaphyra kurosawai Niisato, 1986
- Glaphyra aemulata Holzschuh, 1998
- Glaphyra chalybeella Holzschuh, 2007
- Glaphyra hattorii (Ohbayashi, 1953)
- Glaphyra aceris Holzschuh, 2009
- Glaphyra aerifera Holzschuh, 2008
- Glaphyra aerosa Holzschuh, 2011
- Glaphyra albofasciatipennis Hayashi, 1979
- Glaphyra angularis Holzschuh, 2006
- Glaphyra approximans Holzschuh, 2007
- Glaphyra aureomaculata (Gressitt & Rondon, 1970)
- Glaphyra azri Sama, Rapuzzi & Kairouz, 2010
- Glaphyra baiocchii Rapuzzi & Sama, 2012
- Glaphyra bassettii Sama, 1992
- Glaphyra cobaltina (Hayashi, 1963)
- Glaphyra concolor Niisato, 1995
- Glaphyra congrua Holzschuh, 1998
- Glaphyra contristata Holzschuh, 1991
- Glaphyra cordigera Holzschuh, 1992
- Glaphyra cupreoviridis (Hayashi, 1966)
- Glaphyra cyanescens (Gressitt, 1951)
- Glaphyra darjeelingensis (Gardner, 1936)
- Glaphyra definita Holzschuh, 2008
- Glaphyra densepunctata (Holzschuh, 1977)
- Glaphyra dentifera Holzschuh, 2008
- Glaphyra diasema Holzschuh, 1999
- Glaphyra diffinis Holzschuh, 2011
- Glaphyra elliptica Holzschuh, 2008
- Glaphyra excisa Holzschuh, 2008
- Glaphyra felicina Holzschuh, 2008
- Glaphyra fraudulenta Holzschuh, 2006
- Glaphyra frivola Holzschuh, 1998
- Glaphyra gilvitarsis Holzschuh, 2006
- Glaphyra gracilis (Hayashi, 1949)
- Glaphyra grandinotata Holzschuh, 1992
- Glaphyra hederae (Gardner, 1936)
- Glaphyra horaki (Holzschuh, 1992)
- Glaphyra ishiharai (Ohbayashi, 1936)
- Glaphyra ivorensis Adlbauer, 2004
- Glaphyra jiuyuehtana Hayashi, 1984
- Glaphyra kiesenwetteri (Mulsant & Rey, 1861)
- Glaphyra kitangladi Vives, 2012
- Glaphyra kiyoyamai (Hayashi, 1974)
- Glaphyra kobotokensis (Ohbayashi, 1963)
- Glaphyra kojimai (Matsushita, 1939)
- Glaphyra kucerai Holzschuh, 1998
- Glaphyra laeta Holzschuh, 2003
- Glaphyra lampros Holzschuh, 2006
- Glaphyra lanata Holzschuh, 2008
- Glaphyra lecta Holzschuh, 2006
- Glaphyra leonensis Adlbauer & Bjørnstad, 2012
- Glaphyra lishanensis (Hayashi, 1974)
- Glaphyra liukueiensis Hayashi, 1984
- Glaphyra luculenta Holzschuh, 2008
- Glaphyra lusakaensis Adlbauer, 2012
- Glaphyra malmusii Sama, 1995
- Glaphyra marmottani (Brisout, 1863)
- Glaphyra minimalis (Gressitt & Rondon, 1970)
- Glaphyra mirifica Holzschuh, 2009
- Glaphyra misella Holzschuh, 2008
- Glaphyra modesta Holzschuh, 2006
- Glaphyra molorchoides (Holzschuh, 1984)
- Glaphyra moraveci Holzschuh, 2006
- Glaphyra morii Makihara, 1984
- Glaphyra nanica Holzschuh, 1993
- Glaphyra nigritula Holzschuh, 2008
- Glaphyra nitida (Obika, 1973)
- Glaphyra nobilitata Holzschuh, 2007
- Glaphyra perfuga Holzschuh, 1998
- Glaphyra plagiata (Reiche, 1877)
- Glaphyra planicollis Niisato & Ohbayashi N., 2004
- Glaphyra plavilstshikovi (Gressitt, 1951)
- Glaphyra principata Holzschuh, 2007
- Glaphyra prolixa Holzschuh, 1999
- Glaphyra pumilio Holzschuh, 2009
- Glaphyra rufosternalis (Hayashi, 1984)
- Glaphyra rufulipes Holzschuh, 2008
- Glaphyra satoi Niisato, 2003
- Glaphyra scabrida Holzschuh, 2008
- Glaphyra schmidti (Ganglbauer, 1883)
- Glaphyra semitaiwana (Hayashi, 1984)
- Glaphyra serra Holzschuh, 2006
- Glaphyra shibatai (Hayashi, 1961)
- Glaphyra sikkimana Holzschuh, 2003
- Glaphyra starki Shabliosvsky, 1936
- Glaphyra strangulata Holzschuh, 2007
- Glaphyra subglabra (Gressitt, 1938)
- Glaphyra sungkangensis Hayashi, 1992
- Glaphyra taiwana (Hayashi & Matsuda, 1976)
- Glaphyra takeuchii (Ohbayashi, 1937)
- Glaphyra tantula Holzschuh, 2008
- Glaphyra tarsata Holzschuh, 2008
- Glaphyra temporalis Holzschuh, 2011
- Glaphyra tenuitarsis (Holzschuh, 1981)
- Glaphyra uenoi Niisato, 1995
- Glaphyra umbellatarum (Schreber, 1759)
- Glaphyra unanimis Holzschuh, 1995
- Glaphyra vera Holzschuh, 2007
- Glaphyra villosipes Holzschuh, 1993
- Glaphyra viridescens (Hayashi & Matsuda, 1976)
- Glaphyra watani (Kano, 1933)
- Glaphyra yui (Hayashi, 1984)